# Gwaihir
Gwaihir är ledaren för de gigantiska örnar som bebor J.R.R. Tolkiens Midgård i tredje åldern. Gwaihir var en mycket god vän till Gandalf och hjälpte honom ur många svåra situationer. Örnarna är mycket nära vänner med Gandalf, och räddar två gånger Bilbo och dvärgarna i Bilbo - En hobbits äventyr samt Frodo och Sam från Domedagsklyftan i Sagan om konungens återkomst.